# عبدول مؤمن
عبدول مؤمن (مواليد 6 يونيو 1998) هو لاعب كرة قدم غاني يلعب في مركز قلب الدفاع في نادي فيتوريا دي غيماريش.